# Джейсон Данам
Джейсон Данам (англ. Jason Dunham) (нар. 10 листопада 1981, Сайо, округ Аллегені, Нью-Йорк — пом. 22 квітня 2004, Гусайбах, округа Ель-Кайм) — американський військовослужбовець, капрал Корпусу морської піхоти США, кавалер Медалі Пошани (посмертно). За часів Іракської війни, виконуючи бойове завдання з патрулювання визначеного району поблизу міста Гусайбах неподалік від іраксько-сирійського кордону, вступив у бій з іракським повстанцем. У ході зіткнення накрив своїм тілом ворожу ручну гранату, ціною свого життя врятувавши морських піхотинців, що були разом з ним. Від зазнаних від вибуху гранати поранень помер за 8 днів після подвигу.

## Біографія
Джейсон Данам поступив на військову службу до Корпусу морської піхоти в 2000 році. Після проходження курсу підготовки рекрутів до 2003 року він проходив службу почесним вартовим у Силах безпеки морської піхоти на військово-морській базі підводних човнів у Кінгс-Бей у штаті Джорджія.
На початку 2004 року він став командиром відділення 4-го взводу, роти K, 3-го батальйону, 7-го полку морської піхоти 1-ї дивізії морської піхоти 1-го експедиційного корпусу морської піхоти з базуванням в іракському Аль-Карабілу.
14 квітня 2004 року, капрал Д.Данам очолював патрульне відділення від свого підрозділу поблизу міста Аль-Карабіла, коли американські військові почули стрілянину. В засідку, влаштовану іракськими повстанцями, потрапила колона морських піхотинців. Командир відділення наказав частині своїх бійців спішитися з машин та повів одну з вогневих груп в обхід району засідки іракців. Неподалік американці виявили сім іракських машин, які капрал Данам наказав зупинити. Коли вони наблизилися до автомобілів та побачили АК-47, водій Toyota Land Cruiser вистрибнув з машини та здійснив спробу втекти, обстрілюючи патруль. У рукопашній сутичці, що зав'язалася між іракцем та капралом Д.Данамом, іракець висмикнув чеку з ручної гранати Міллса 36M. Капрал Д.Данам негайно вигукнув про загрозу іншим морським піхотинцям і накрив гранату своїм шоломом PASGT та власним тілом. У результаті вибуху уламками гранати були поранені два морських піхотинці, іракський повстанець, Д.Данам дістав смертельних поранень.

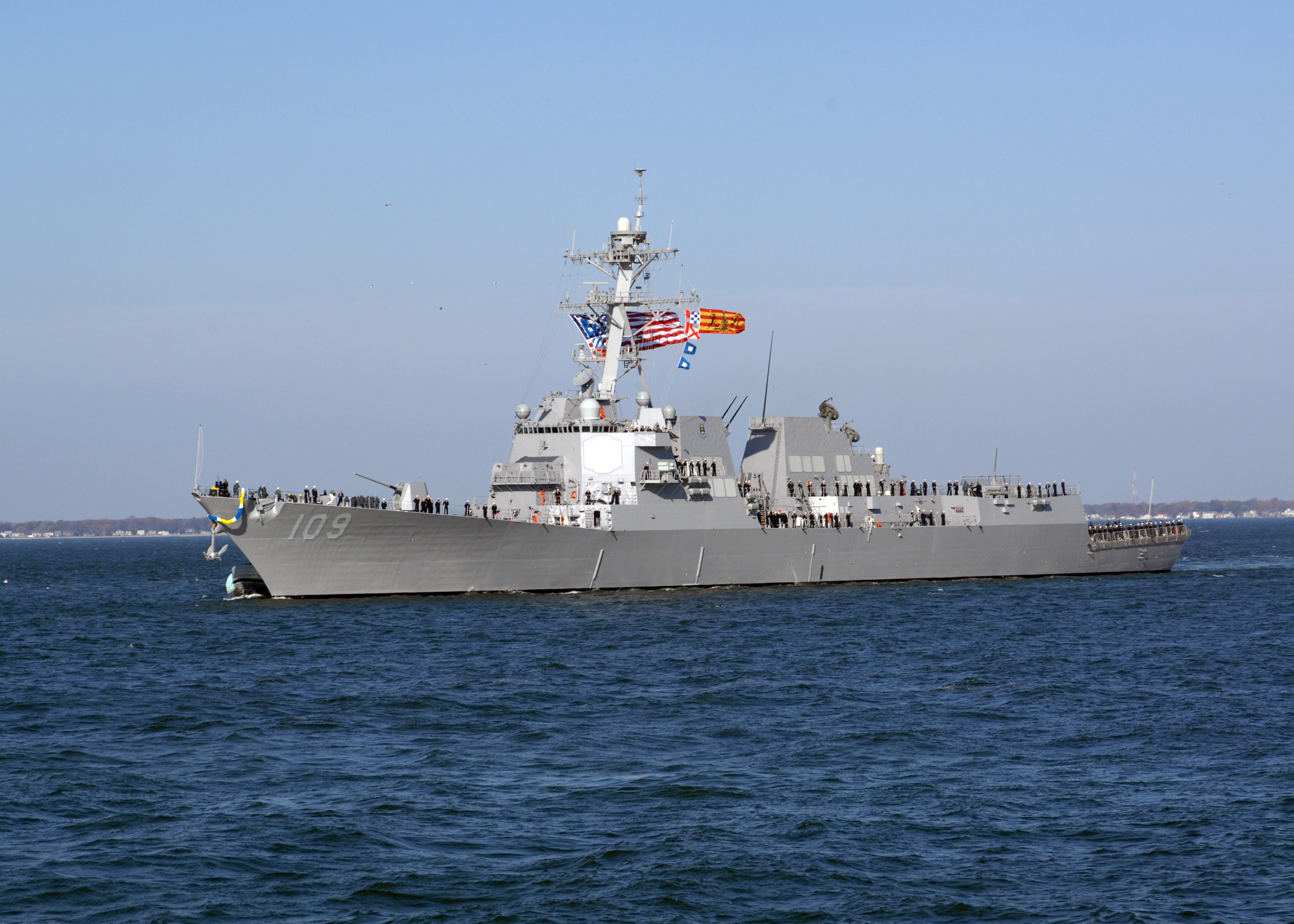
Есмінець КРЗ типу «Арлі Берк» «Джейсон Данам»

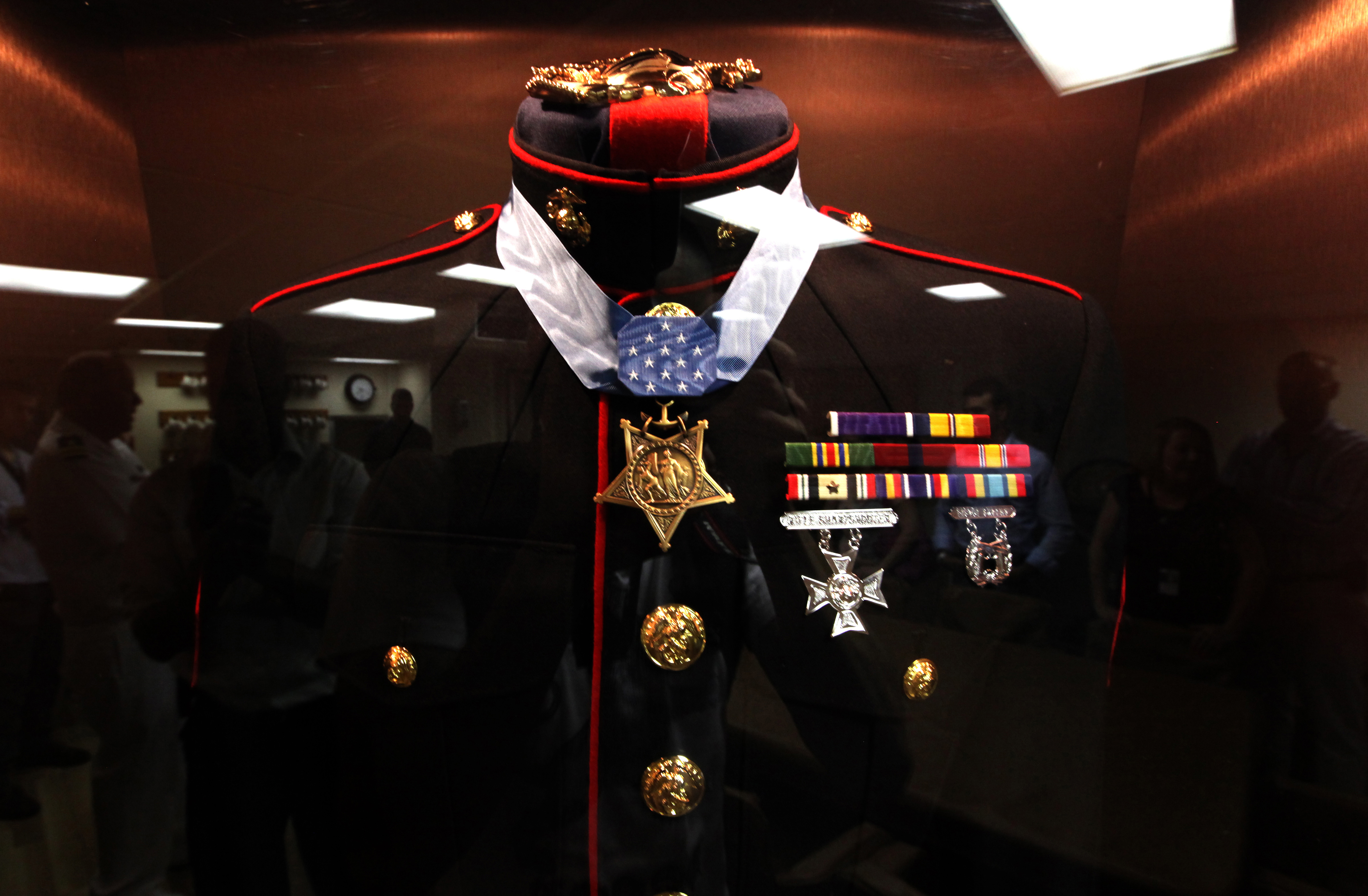
Парадна військова форма Джейсона Данама на борту есмінця, що носить його ім'я

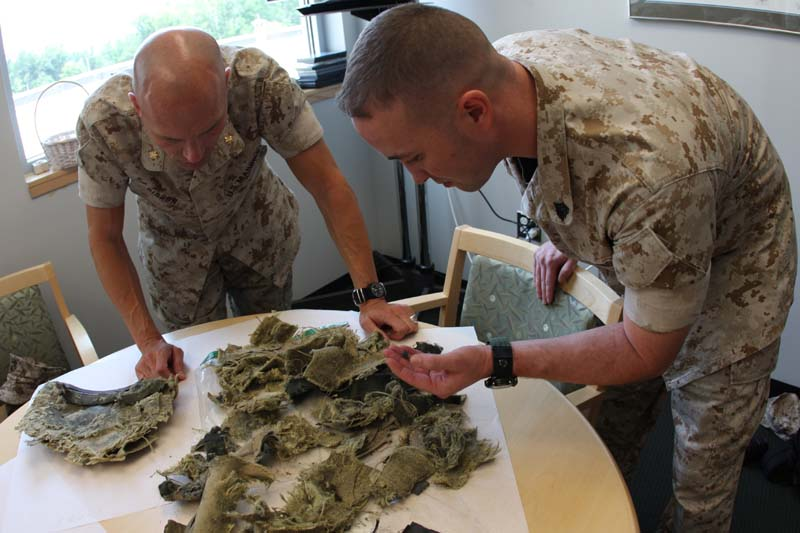
Фахівці Корпусу морської піхоти вивчають рештки шолома PASGT капрала Д.Данама, який згодом був виставлений у Національному музеї Корпусу морської піхоти США. Липень 2009

Постраждалого морського піхотинця негайно евакуювали з поля бою, доставили в Національний військовий медичний центр Волтер Рід у Бетесді, Меріленд. 22 квітня 2004 року після спроби докторів врятувати солдата, було з'ясовано, що мозкові травми не сумісні із життям пораненого воїна, який не виходив з коми, відключили від системи життєзабезпечення.

### Офіційний текст нагородження Джейсона Данама Медаллю Пошани
| ««За бездоганну мужність і саможертовну відвагу, проявлені 14 квітня 2004 року з ризиком для власного життя, що перевищували звичайний службовий обов'язок, під час виконання завдання командиром патрульного відділення 4-го взводу, роти К, 3-го батальйону, 7-ї полкової бойової групи морської піхоти, 1-ї дивізії морської піхоти. Капрал Данам проводив розвідувальну місію в місті Карабіла, Ірак, коли вони почули, що приблизно у двох кілометрах на захід пролунали постріли з РПГ і стрілянина зі стрілецької зброї. Командир відділення негайно віддав наказ висунутися підрозділу до місця сутички, де у засідку потрапила колона його батальйону, яка рушила до табору Гусайбах, на чолі з комбатом. Наблизившись до поля бою, група капрала Данама потрапила від вогонь повстанців. Командир відділення наказав частині своїх бійців спішитися з машин та повів одну з вогневих груп південніше в обхід району засідки іракців. Коли група виявила сім іракських машин, що рухалися в колоні з місця бою, капрал Данам наказав зупинити їх та обшукати на наявність зброї. Коли вони наблизилися до автомобілів, з них вистрибнули та атакували морських піхотинців повстанці. Одного з повстанців капрал повалив на землю й у сутичці побачив, що іракець висмикнув чеку з ручної гранати, Данам негайно вигукнув про загрозу іншим морським піхотинцям. Усвідомлюючи неминучу небезпеку і без вагань, капрал Данам накрив гранату своїм шоломом та тілом, прикривши в такій спосіб двох товаришів від вибуху. Д.Данам продемонстрував виключну мужність та самопожертву, внаслідок чого був смертельно поранений, зберігши життя двом морським піхотинцям. За його безстрашну мужність, незламний бойовий дух та непохитну відданість службовому обов'язку перед лицем неминучої смерті, капрал Д.Данам, безсумнівно пожертвував своїм життям заради своєї країни, уособлюючи і відстоюючи найвищі традиції Корпусу морської піхоти і Морської служби США. Оригінальний текст (англ.) For conspicuous gallantry and intrepidity at the risk of his life above and beyond the call of duty while serving as Rifle Squad Leader, 4th Platoon, Company K, Third Battalion, Seventh Marines (Reinforced), Regimental Combat Team 7, First Marine Division (Reinforced), on 14 April 2004. Corporal Dunham's squad was conducting a reconnaissance mission in the town of Karabilah, Iraq, when they heard rocket-propelled grenade and small arms fire erupt approximately two kilometers to the west. Corporal Dunham led his Combined Anti-Armor Team towards the engagement to provide fire support to their Battalion Commander's convoy, which had been ambushed as it was traveling to Camp Husaybah. As Corporal Dunham and his Marines advanced, they quickly began to receive enemy fire. Corporal Dunham ordered his squad to dismount their vehicles and led one of his fire teams on foot several blocks south of the ambushed convoy. Discovering seven Iraqi vehicles in a column attempting to depart, Corporal Dunham and his team stopped the vehicles to search them for weapons. As they approached the vehicles, an insurgent leaped out and attacked Corporal Dunham. Corporal Dunham wrestled the insurgent to the ground and in the ensuing struggle saw the insurgent release a grenade. Corporal Dunham immediately alerted his fellow Marines to the threat. Aware of the imminent danger and without hesitation, Corporal Dunham covered the grenade with his helmet and body, bearing the brunt of the explosion and shielding his Marines from the blast. In an ultimate and selfless act of bravery in which he was mortally wounded, he saved the lives of at least two fellow Marines. By his undaunted courage, intrepid fighting spirit, and unwavering devotion to duty, Corporal Dunham gallantly gave his life for his country, thereby reflecting great credit upon himself and upholding the highest traditions of the Marine Corps and the United States Naval Service".» |

## Увічнення пам'яті Д.Данама
На знак увічнення пам'яті капрала Д.Данама був названий есмінець КРЗ типу «Арлі Берк» «Джейсон Данам».